# OVW 서던 태그팀 챔피언십
OVW 서던 태그팀 챔피언십(OVW Southern Tag Team Championship)은 OVW의 챔피언십 중 하나이며 태그팀 챔피언십이다.

## 역사
1997년 닉 딘스모어 (유진)와 플래쉬 프라나건이 초대 챔피언에 등극하였다.

## 같이 보기
- OVW 헤비웨이트 챔피언십
- OVW 텔레비전 챔피언십
- OVW 위민스 챔피언십